# Jackie Robinson (basket-ball)
Pour les articles homonymes, voir Jackie Robinson.
Jackie Robinson, né le 20 mai 1955 à Los Angeles, en Californie, est un ancien joueur américain de basket-ball. Il évolue durant sa carrière au poste d'ailier.

## Palmarès
- Champion NBA 1979